# ワズワース (DD-516)
ワズワース (USS Wadsworth, DD-516) は、フレッチャー級駆逐艦の1隻で、艦名はアレキサンダー・S・ワズワース提督にちなむ。この艦名を持つアメリカ海軍の艦船としては2代目。
太平洋戦争で多くの任務をこなした後は予備役となったが、1952年に西ドイツ海軍へ貸与され、「Z3 (Zerstörer 3)」と改名された。1980年まで西ドイツ海軍の一角を担った後、ギリシャ海軍へ移籍し、「ネアルコス (Nearchos)」と改名された。1991年まで活躍し、その後スクラップとして売却された。

## 艦歴
「ワズワース」はメイン州バスのバス鉄工所で1942年8月18日に起工。1月10日にワズワース提督の5世孫であるレベッカ・ワズワース夫人により進水。1943年3月16日にボストン海軍工廠で就役し、ジョン・F・ウォルシュ指揮官の指揮下に入った。
4月5日にボストンを出航し、カスコ湾で4月15日まで演習に参加し、その後キューバ水路へ向かった。グアンタナモ湾沖での公試の後、2回目の公試のため北上し、ボストン海軍工廠で修理を受けた。
5月23日に出航した「ワズワース」は、スペインやトリニダードの湾外にて空母「ヨークタウン」「プリンストン」を護衛し、艦隊行動訓練に参加した。その後、「ワズワース」はバージニア州ノーフォークへ移動して6月17日に到着し、翌日ボストンへ戻った。
空母「バンカー・ヒル」をハンプトン・ローズまで護衛した後、航空隊を輸送する空母「カウペンス」をバージニアまで護衛した。ボストンに戻った後、7月20日に再び出撃し、空母「レキシントン」「プリンストン」「ベロー・ウッド」の任務群に合流した。デラウェア防波堤沖合で空母群と合流した後、進路を南へ変えパナマ運河へ向かった。
8月9日に真珠湾に到着し、ハワイ沖で10日間過ごした後、護衛空母「プリンス・ウィリアム」をカントン島まで護衛した。その後ニューヘブリディーズ諸島のエスピリトゥサント島を訪れ、オーブリー・W・フィッチ提督（南太平洋航空隊司令官）に任務の報告を行った。
1943年8月末、ブーゲンビル海峡から北へ約10マイル (16 km) の地点でタンカー「W・S・リーム」を魚雷で損傷させた日本軍潜水艦（後に「伊20」と判明）を撃沈するべく、エスピリトゥサント島の掃討を行った。最初の海域では一隻も潜水艦に会敵できなかったが、その後哨戒飛行艇と協力してエスピリトゥサント島南方とマレクラ島西方で索敵を行った。
9月1日、潜水艦の水中音を探知した「ワズワース」は爆雷攻撃を行って、「伊182」を撃沈した。（「伊20」も2日後に駆逐艦「エレット」によって撃沈）
9月6日、エファテ島のハバンナ泊地を出撃し、空母「サラトガ」の任務部隊と行動を共にした。その後9月17日に駆逐艦「トレーシー」と港の掃海を行った。それから数日後、ガダルカナル島ククムへ向かうの輸送艦の護衛を行った。
9月30日に空の貨物船とエファテ島に戻った後、ウィリス・A・リー提督が指揮する巡洋戦艦打撃群と合流するべく西へ向かう戦艦「サウスダコタ」の護衛任務に参加した。その後、エファテ島メリ湾沖でパトロールを行い、ハバンナ泊地に入港する輸送船団を護衛した。
その後、「ワズワース」は12隻の輸送艦で構成された第31.5任務部隊の護衛のため、第45駆逐艦隊に加わった。行先はソロモン諸島で、この任務部隊の目標はブーゲンビル島エンプレス・オーガスタ湾への最初の上陸であった。11月1日早朝、遠征部隊はタロキナ岬の浜辺に上陸した。その後「ワズワース」は第一部隊の掃海部隊を引き連れエンプレス・オーガスタ湾に侵入した。
5時47分、「ワズワース」の5インチ砲が咆哮をあげ、海岸線にある日本軍のはしけを破壊した。約2時間後、「ワズワース」と姉妹艦の「シガニー」による揚陸艦の護衛に先立ち、「ワズワース」は浜辺の傍にいた目標を撃破した。突然、6機の日本軍機が2隻に襲いかかり、6発の爆弾のうち1発は「ワズワース」の右舷からわずか25ヤード (23 m) の位置に、2発は500ヤード (460 m) 離れた場所に、右舷と左舷に一発ずつ着弾した。そして、ワズワースの左舷から20フィート (6.1 m) 離れた場所に至近弾が着弾して飛沫を上げ、その破片により9人が負傷、2人が死亡した。その一方、2隻は2機の日本軍機を撃墜した。
11月1日夜、陸揚げ地点を離れ、「ワズワース」はガダルカナル島コリ岬沖を哨戒した。1週間後の早朝、エンプレス・オーガスタ湾への2回目の揚陸部隊の援護しつつブーゲンビル島に再来した。この上陸作戦において、輸送地点の防空を担当し、正午に襲いかかってきた日本軍機の攻撃を迎撃し、急降下爆撃機と雷撃機を撃墜した。
深夜0時前にタロキナ岬を掃討し、「ワズワース」は11月10日までガダルカナル島沖で哨戒を行い、その後フロリダ島のパーヴィス湾へ移動した。しかし間もなくしてブーゲンビル島沿岸へ戻り、輸送部隊を護衛した。11月12日0時近く、タロキナ岬沖に到着し、日の出前、レーダーと連動した5インチ砲で2機の雷撃機を撃墜した。
1944年の終わりにかけて「ワズワース」はブーゲンビル島の占領の支援を続け、ガダルカナル島ククム浜からエンプレス・オーガスタ湾への部隊と物資の輸送を護衛した。「ワズワース」は終始沿岸への砲撃任務に従事した。1943年のクリスマスから3日間、観測機の支援の下、レイニ川河口の南北にある日本軍の塹壕と火砲陣地を砲撃した。

### 1944年
ブーゲンビル島攻略作戦の支援での最後の掃討と護衛任務からソロモン諸島の湾に戻った後、「ワズワース」は1944年1月8日にソロモン諸島を離れ、アメリカ領サモアのパゴパゴに向かい、商船を護衛した。エスピリトゥサント島に戻り、補給艦「シャスタ」から弾薬の補給を受けた後、輸送船「ウェストポイント」を護衛してガダルカナル島へ向けて出港した。２月1日、トレーシー諸島のブランシュ泊地に入港した。
その日、ブカ水路沖での対艦哨戒を行い、ブカ島の迫撃砲台と砲火を交えた後、駆逐艦「ウォーラー」や「ハルフォード」と共にブーゲンビル海峡に侵入した。3隻はチョイスル島に新しく建設された日本軍の飛行場に対し砲撃を再開した。
続いて、ニュージョージア島のホーソン・サウンドで弾薬を補給し、レンドバ島沖での魚雷艇の演習のため2月1日夜に出航した。翌日ブランシュ泊地沖に到着した後、タロキナ岬沖に向かう揚陸艦や輸送艦の部隊を護衛し、2月4日に到着した。
0時頃、タロキナ浜で日本軍機への迎撃を支援し、翌朝海域を離脱してタンカーの「パタプスコ」をパーヴィス湾まで護衛した。
2月11日にパーヴィス湾を掃討し、ニュージョージア諸島ムンダ沖にて駆逐艦や戦車揚陸艦と合流し、グリーン諸島へ向かった。2月15日未明、戦闘指揮艦として働き、編隊を組んで焼夷弾を落とす5機の日本軍機の方へ夜間戦闘機を誘導した。「ワズワース」の指示の結果、遊撃は成功し、日本軍の水上機を撃墜した。夜が明け、戦闘機を他の空襲の方へ誘導した。戦闘機は敵攻撃機を蹴散らし、陣形を組む艦船に一切の被害を出すことなく敵機を撃退した。その後、上陸部隊の輸送艦を護衛した。
2月17日夜にパーヴィス湾へ戻った後、ククム浜へ出撃し、グリーン島占領に向かう輸送部隊に加わった。2月20日に目標地点への部隊の揚陸が無事に完了し、翌日午後にパーヴィス湾に戻った。
2月23日に出撃し、セントジョージ海峡を経由し、対艦攻撃のためニューアイルランド島のカビエンとニューブリテン島のラバウルへ進撃した。2月24日0時過ぎ、砲門を開き、集積地や倉庫、その地域での部隊の密集地へ砲撃を加えた。5インチ砲の斉射の度、激しい炎が目標地域全体を照らし出した。炎は火災へ拡大したため、砲撃を止め3時間後にはセント・ジョージ海峡を通って撤退した。
パーヴィス湾を作戦の拠点としてグリーン島行きとガダルカナル島からタロキナ岬行きの輸送船団の護衛を3月17日まで行った。その日、高速輸送艦 (APDs) の護衛に参加し、エミラウ島上陸のためガダルカナル島を出撃した。
3月19日朝、エミラウ島付近でパトロール任務を行い、周辺海域に留まり、3月20日夕方まで作戦を支援した。その後、ガダルカナル島・エミラウ島間の護衛輸送を2回以上行い、4月の中頃まで多忙であった。
オーストラリアのシドニーでの休暇と休養を終え、5月10日にハバンナ泊地に戻った。戦艦「アイダホ」「ニューメキシコ」「ペンシルベニア」から成る第3戦艦部隊の任務に配属され、マリアナ占領に作戦や訓練に備えてニューヘブリディーズ諸島沖での作戦や訓練に従事した。5月31日、ハバンナ泊地に係留し、「ワズワース」の艦長ジョン・F・ウォルシュは、第90駆逐隊の指揮という追加の任務を与えられた。
6月2日、水雷戦隊、53.14任務部隊の第3戦艦部隊、「ワズワース」ら駆逐戦隊はマリアナ諸島へ向け出撃した。
6月14日4時30分、テニアン島東部の沿岸施設の砲撃のため「ペンシルベニア」「アイダホ」と軽巡洋艦「ホノルル」の前哨部隊に加わった。6月16日のマリアナでの作戦の第一段階はグアム島沖の巡洋艦と戦艦の砲撃部隊の攻撃までに完了した。
サイパン島沖での燃料補給の後、6月17日午後、マーク・ミッチャー中将の第58任務部隊に加わり、第58.3任務群の所属となった。これはマリアナへの進撃の前に日本海軍の第一機動部隊を叩くという使命を与えられた空母「エンタープライズ」を中心とした部隊であった。
6月19日の朝、第58.3任務群は日本の巡洋艦および陸上機からの攻撃を受け、マリアナ沖海戦が始まった。後にアメリカ側で ”マリアナの七面鳥撃ち" と呼ばれたこの戦いで、日本軍は艦載機395機、水上機31機を損失するという壊滅的な打撃を受けた。マリアナ諸島をめぐる一連の戦いが終了した時点で日本側が有していた航空戦力は艦載機35機と水上機12機だけだった。海軍だけでなく陸軍の爆撃機も50機が失われた。
6月20日、敗走する日本軍への攻撃のため西へ出撃した第58任務部隊に対し、ミッチャーは日本軍海軍の空母「飛鷹」を撃沈すべく更なる航空攻撃を命じた。ミッチャーは想定されるリスクを負いつつも、その日遅くに最後の攻撃隊を放った。日が沈み、攻撃隊の帰投が近づく中、提督は苦渋の決断を迫られていた。もし航空隊が空母を見つけられなかった場合多くの航空機が失われる。一方で、もし空母が誘導灯を点灯していた場合、日本軍潜水艦に発見される惧れがあった。ミッチャーは明かりを灯し続けるよう命じた。その間、「ワズワース」らはやむを得ず不時着水した機体のパイロットの救助を命じられた。
第58任務部隊が沖縄沖300マイル (480 km) に到達した時、日本軍への追撃は打ち切られた。その後「ワズワース」はマリアナへ戻りサイパン島沖でパトロールをした。7月5日、「ワズワース」艦長の第90駆逐隊司令官兼任が解かれた。
7月7日、テニアン島への砲撃を行うためC・ターナー・ジョイ海軍少将が指揮する巡洋艦・駆逐艦部隊に参加した。「ワズワース」とその僚艦達はすぐにグアム島に焦点を向け、アプラ港とアガーナ港の多数の沿岸施設やガソリン集積場を破壊し、更に、予定されていた同島への上陸に先立って滑走路を爆撃した。グアム島沖における「ワズワース」の砲撃任務が終わったのは7月12日の午後であり、退役間近の護衛空母「コーラル・シー」「コレヒドール」の護衛に参加し、7月15日にマーシャル諸島のエニウェトク環礁に到着した。
しかし、入港中に与えられた休息は長くはなく、海兵隊と陸軍の混合部隊をグアム島へ上陸させる予定の輸送部隊の護衛のため7月17日に出航した。沿岸から26マイル (42 km) の沖合での任務に従事する中、沿岸砲撃の担当として島の沖合をパトロールし、7月22日の朝には日本軍から逃げてきたグアム島の8人の原住民を救出した。
グアム島・ロタ島間のレーダーピケット任務に参加する前、7月24日と25日の夜、グアム島侵攻のため「ワズワース」らの主砲は再び火を噴いた。8月2日に駆逐艦「ハドソンと任務を交代し、アガーナ港浜沖にて最初の戦闘機指揮艦としての活動に4日間を費やした。この時指揮した戦闘機は、空母「ベロー・ウッド」「ラングレー」「エセックス」から発艦した2個戦闘機部隊であった。8月6日に任務から外され、8月10日にグアム島を離れてエニウェトク環礁行きの給油艦隊を護衛した。
武装商船の護衛のため8月13日にマーシャル諸島からハワイ海域まで前進し、20日に真珠湾に到着した。その後オアフ島沖にてレーダーピケット任務を行った。9月15日、マーシャル諸島へ向かう護衛空母「ナトマ・ベイ」「マニラ・ベイ」の護衛のためハワイ海域を離れた。この任務の航海は短く、その後すぐに大規模なオーバーホールを受けるためアメリカ西海岸へ向かった。エニウェトク環礁やウルシー環礁、そして真珠湾を経由してメア・アイランド海軍造船所に到着した。12月5日、修理と改装が完了した。
「ワズワース」は第45駆逐戦隊から第24駆逐戦隊へ異動した。その後サンディエゴへ慣熟訓練を行い、5日後にサンフランシスコを出航し、クリスマスには船団護衛のためハワイ諸島へ向かった。12月29日、「ワズワース」は無事にオアフ島海域に到着した。

### 1945年
1945年1月2日に3名のパイロットを救出した真珠湾沖での作戦の後、「ワズワース」はウルシー環礁を経由してパラオのコッソル水道へ向かった。
1月16日にパラオ諸島に到着し、「ワズワース」は駆逐艦「ランズダウン」と交代として、ペリリュー島・アンガウル島間で4回の掃海と2回の対潜哨戒を行った。2日後の早朝、揚陸地点へ向かう目標を探照灯で捉え、付近に国籍不明の小型船がいるという情報を得た。「ワズワース」は小型船を探照灯で照らし続けた。小型船が上陸すると同時に小火器の発砲が始まった。この小型船は陸上のアメリカ軍機に被害を与え弾薬を破壊するべく約50人の日本兵の部隊が大胆な奇襲を試みたものだったが、「ワズワース」と沿岸のアメリカ陸軍部隊により失敗に終わり、日本軍の上陸部隊は全滅した。
1月19日の夜、ペリリュー島のアンバー浜で部隊を支援するべく照明弾を発射し、1月25日にウルシー環礁へ向かった。そこで「ワズワース」は、硫黄島の戦いに参加する予定の輸送部隊である第51.1任務群の護衛に加わった。
2月8日から16日までグアム島のアプラ港に寄港し、2月19日の朝に硫黄島沖に到着した。硫黄島の最南端の沖合で夕方まで対戦哨戒を行い、その後は砲撃部隊に加わった。翌朝、硫黄島沖の火力支援部隊に参加し日本軍の戦車や迫撃砲、ロケット砲の陣地を粉砕した。21日午後まで沿岸に上陸した部隊の支援任務を続け、その後3月2日に最後の上陸を行う作戦部隊の輸送の護衛任務を再開した。
3月5日に硫黄島を出航してフィリピン島へ向かい、9日にレイテ島のデュラッグ泊地に到着した。その後3月の終わりまでフィリピン海での戦いに参加し、砲撃任務やレイテ島サンペドロ湾沖での火力支援演習に従事した。その日、琉球諸島へ向かう輸送部隊の護衛のため出航した。
4月1日朝に沖縄沖に到着した。4時15分、浜辺への上陸に先立って掃海を行い、その後は沖縄本島の最南端沖にて火力支援に参加した。15日後、日本軍の集積場や砲台を砲撃し、日本兵が潜伏する洞窟も粉砕した。
4月17日、慶良間諸島にて戦闘機指揮を担当し、揚陸指揮艦「エスティス」の補助を受けた。後日、最初のレーダーピケット任務のため出撃し、日本軍機の接近の警報を伝える早期警戒ネットワークに参加した。6月17日から24日にかけて9回の任務を行い、22回の日本軍機の空襲を迎撃し、6機を撃墜し、その他７機の迎撃を補助した。さらに、戦闘空中哨戒において戦闘機の指揮を行い、28機を迎撃した。
4月28日、「ワズワース」は12機の日本軍機による6回の空襲を迎撃した。全方向からのこの空襲は夕方に始まり3時間以上も続いた。1機の雷撃機が左舷に高速で接近した時、巧みに操艦して集中配備された対空砲火の射線上に敵機が来るようにした。最初の攻撃が失敗した後、パイロットは2回目の突入を開始した。右へ旋回して艦尾に機銃射撃した。「ワズワース」が左へ舵を切ると、敵機は海面から30フィート (9.1 m) の高さまで急降下し、右舷から約100ヤード (91 m) の地点を通り過ぎていった。日本軍機は急上昇して旋回し、「ワズワース」の正面へ接近した。機銃掃射で喫水線に穴を開け、すぐさま3回目の攻撃にかかった。敵機は1,200ヤード (1,100 m) の距離で魚雷を投下した。「ワズワース」が左いっぱいに旋回すると、魚雷は右舷を通り過ぎて行った。その間も「ワズワース」は特攻しようと迫りくる敵機に対し全ての砲を撃ち続けた。日本軍機は対空砲の弾幕の中を突き進み、翼で左舷正面の40ミリ対空砲を破壊し、胴体はギグボートへ突っ込み、救命ボートを巻き込み、26フィート (7.9 m) の内火艇を大破させ、海に消えていった。幸いなことにこの機体は爆発しなかったため爆沈は免れたが、残骸とガソリンがまき散らされた。命拾いをしたのはこれで2回目であった。その6日前の4月22日、ワズワースが特攻機を撃墜した時、その機体は僅か20フィートの距離で爆発し残骸が降りかかったのである。今回は幸運にも船体のわずかな損傷と乗組員1名の負傷だけで終わった。
6月24日朝、読谷村の渡具知海岸に停泊していた「ワズワース」はレーダーピケット任務から外され、戦闘指揮部隊に配属された。最初に沖縄沖に到着して以降、203回もの総員配置が発令され、約100機の日本軍機を発見して接近を伝達し、全ての空襲で上手く戦って撃退した。この時の偉業が評価されワズワースは殊勲部隊章を授与された。
6月24日に沖縄を出航して6月27日にレイテ島のサンペドロ湾に投錨した。フィリピン海で2週間過ごし、その後出航して重巡部隊に加わった。7月16日に沖縄に到着し、東シナ海へ福州から温州までの中国沿岸部沖合での対潜哨戒のため東シナ海へ向かった。7月29日に沖縄へ戻り、8月の第1週の間、同様の哨戒を行った。
8月15日の終戦後、「ワズワース」は極東地域に残り、戦車揚陸艦2隻を護衛して9月12日に沖縄を出航して長崎へ向かった。2日後、原子爆弾により壊滅した港に到着し、連合軍の捕虜の撤退を支援した。9月18日、アメリカ人やイギリス人、オランダ人、オーストラリア人の計125名の兵士を乗せて沖縄へ輸送した。9月20日、中城湾に到着した。
9月25日に中城湾を出航し、翌日佐世保に到着した。その後すぐ、「ワズワース」は輸送と占領の任務を開始し、佐世保から和歌山や横須賀までの部隊の輸送と支援艦の護衛を行った。「ワズワース」は11月中旬までこの任務に従事した。
1945年11月17日に佐世保を出航し、占領任務を終えた「ワズワース」はアメリカへ向かった。ハワイ島を経由して12月６～10日にサンディエゴに到着し、港に復員兵を降ろした後パナマへ向かった。パナマ運河通過後程なくしてサイスカロライナ州のチャールストン海軍工廠に到着し、2日後、1945年のクリスマスを迎えてモスボール化のため出航した。
1946年4月18日に退役し、「ワズワース」は太平洋予備艦隊のチャールストン部隊に配属された。しばらくの間通常係留した後、選抜され、対外有償軍事援助の一環として1959年に西ドイツへ運ばれた。
「ワズワース」は第二次世界大戦で7個の従軍星章と大統領殊勲部隊章を授与された。

### Zerstörer 3 (D172)
1959年夏、「ワズワース」の移譲の準備のためドイツの乗組員達がチャールストンに集結した。1959年10月6日、西ドイツ海軍に移譲され、同時に「Z3（Zerstörer 3 、D172) 」として就役した。初代艦長は、旧ドイツ海軍において騎士鉄十字章を受章したフリゲート艦長のヴィルヘルム・ミーンスンであった。
6年間の貸出期間の延長後、Z3は1970年代まで西ドイツ海軍に在籍した。1974年10月1日にアメリカ軍から除籍し、同日にドイツ連邦共和国へ売却された。1980年10月30日まで西ドイツ海軍で活動し、その後ギリシャ海軍へ移された。

### ネアルコス(D65)
ギリシャ海軍において「ネアルコス (D65) 」に改名。1991年、解体されスクラップとなった。